# When Things Get Electric
When Things Gets Electric è un album del chitarrista statunitense Kerry Livgren, pubblicato nel 1995.

## Tracce
1. Prelude: When Things Get Electric 0:55
2. When Things Get Electric 5:14
3. Turn On The Lights 4:25
4. Two Thousand Down 4:47
5. Smoke Is Rising 4:55
6. Throw Me Down 5:04
7. One Dark World 5:20
8. No Holds Barred 4:33
9. Sweet Child 4:40
10. A Hero's Canticle 4:44
11. Racing Away 4:22
12. Like A Whisper 4:48
13. Xylon (The Tree)

## Formazione
- Kerry Livgren, voce, chitarra, tastiera
- Dave Hope, basso
- Zeke Lowe, batteria